# Ербе (Верона)
Ербе (итал. Erbé) је насеље у Италији у округу Верона, региону Венето.
Према процени из 2011. у насељу је живело 1540 становника. Насеље се налази на надморској висини од 26 м.

## Становништво
| 1951. | 1961. | 1971. | 1981. | 1991. | 2001. | 2011. |
| ----- | ----- | ----- | ----- | ----- | ----- | ----- |
| 2.184 | 1.860 | 1.556 | 1.608 | 1.581 | 1.629 | 1.841 |